# Alicja Ursyn-Szantyrówna

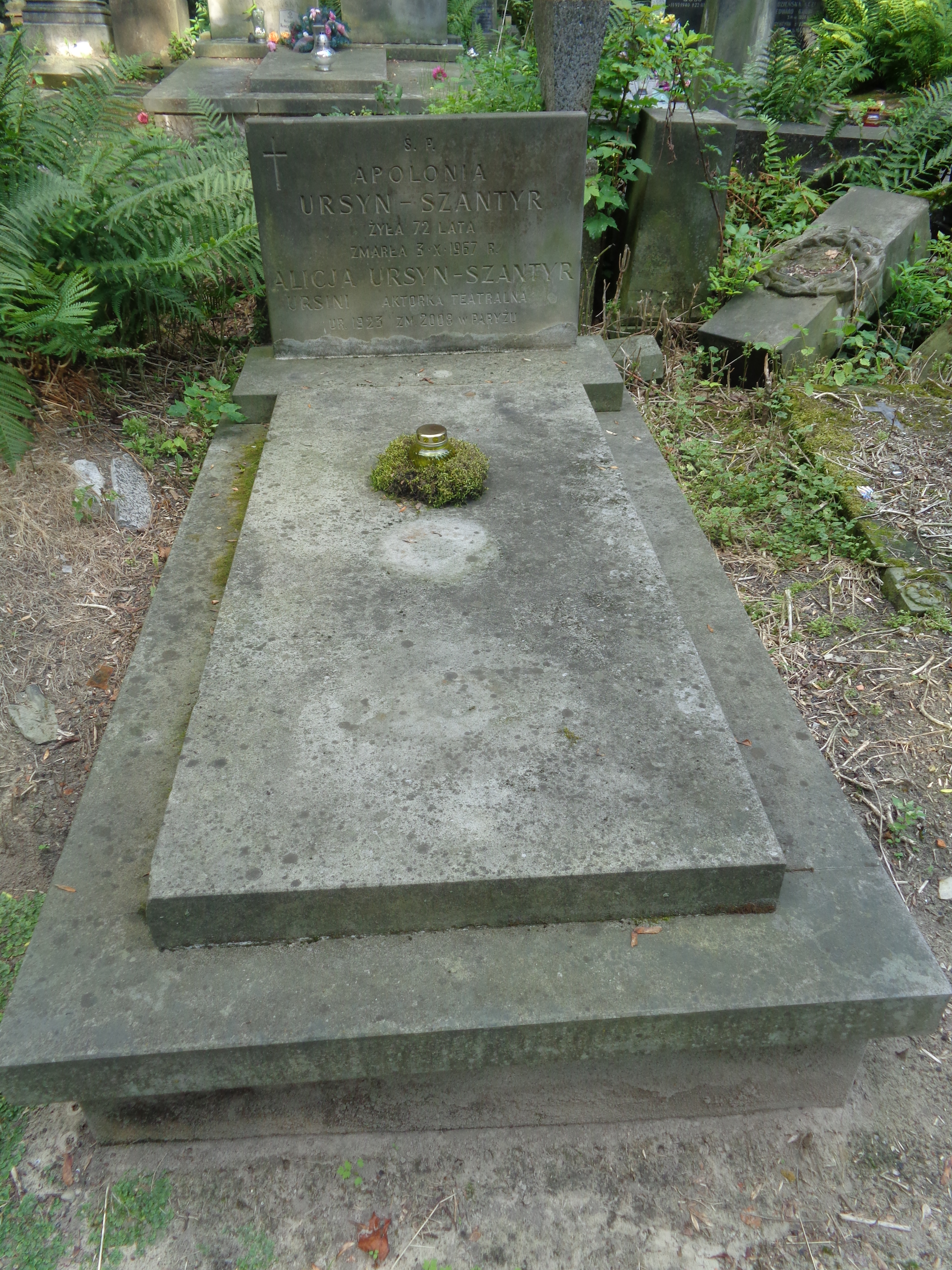
Nagrobek Alicji Ursyn-Szantyrówny na cmentarzu Powązkowskim

Alicja Ursyn-Szantyrówna (ur. 3 maja 1925 we wsi Szaulicze k. Wołkowyska, zm. 2 lutego 2008 w Paryżu) – polska aktorka teatralna i radiowa.

## Życiorys
W 1946 r. po ukończeniu kursu w Miejskiej Szkole Dramatycznej w Warszawie zdała egzamin eksternistyczny. Występowała głównie w teatrach warszawskich: Miejskich Teatrach Dramatycznych (1946–1949), Polskim (1949–1950) i Ludowym (1950–1957). W 1957 r. wyjechała do Paryża. Tam ukończyła studium telewizyjne i pracowała (pod nazwiskiem Alicja Ursini) w telewizji RTF jako realizatorka muzycznych programów rozrywkowych.
19 stycznia 1955 na wniosek Ministra Kultury i Sztuki została odznaczona Medalem 10-lecia Polski Ludowej.
Zmarła w Paryżu, w wieku niemal 83 lat, spoczywa natomiast na warszawskim cmentarzu Powązkowskim (kwatera 30 wprost-4-32).

## Kariera sceniczna
Zadebiutowała 17 września 1946 r., jako Haneczka, na scenie warszawskiego Teatru Rozmaitości (MTD), w dramacie Wesele, którego autorem jest Stanisław Wyspiański, w reżyserii Kazimierza Wilamowskiego.
- 12 II 1947: Przyjaciel przyjdzie wieczorem Jacques Companeez i Yvan Noe, reż. Jerzy Block – jako Helena (Teatr Powszechny, Warszawa)
- 4 X 1947: Fantazy Juliusz Słowacki, reż. Janusz Strachocki – jako Stella (Teatr Miejski im. Stefana Jaracza, Olsztyn)
- 23 III 1948: R.H. – inżynier[5] Bruno Winawer, reż. Jan Kochanowicz – jako Mary (Teatr Powszechny, Warszawa)
- 1 VII 1948: Dom kobiet Zofia Nałkowska, reż. Karol Borowski – jako Ewa Łasztówna (Teatr Comoedia, Warszawa)
- 21 III 1949: Wesele Fonsia Ryszard Ruszkowski, reż. Zbigniew Koczanowicz – jako Wanda (Teatr Powszechny, Warszawa)
- 7 XII 1949: Dwa obozy August Jakobson, reż. Aleksander Zelwerowicz – jako Aino (Teatr Polski, Warszawa)
- 18 IX 1952: Kąkol i pszenica Tadeusz Łomnicki, reż. Jan Świderski (Teatr Ludowy, Warszawa)
- 5 XI 1952: Radcy pana radcy Michał Bałucki, reż. Jerzy Leszczyński – jako Helenka (Teatr Ludowy, Warszawa)
- 16 IV 1953: Panna Rosita Federico García Lorca, reż. Władysław Sheybal – w podwójnej roli: Panna Conchita Ayola, Antonia (Teatr Ludowy, Warszawa)
- 28 XI 1953: Chory z urojenia Molier, reż. Wiktor Biegański – jako Aniela (Teatr Ludowy, Warszawa)
- 25 II 1954: Syn marnotrawny Wolter/Stanisław Trembecki, reż. Władysław Hańcza – asystent reżysera (Teatr Ludowy, Warszawa)
- 28 X 1954: Młyn Lope de Vega, reż. Maryna Broniewska i Władysław Hańcza – jako Paź (Teatr Ludowy, Warszawa)
- 22 XII 1954: Gdzie ta ulica? Gdzie ten dom? W. Dychawiczny W i M. Słobodskoj, reż. Artur Kwiatkowski – w podwójnej roli: Ola, Dziewczyna II (Teatr Ludowy, Warszawa)
- 20 IV 1955: Marchołt Roman Brandstaetter, reż. Władysław Hańcza – jako Anusia (Teatr Ludowy, Warszawa)
- 27 X 1955: Kot w butach Zenon Laurentowski, reż. Barbara Fijewska i Konrad Swinarski – jako Królewna (Teatr Ludowy, Warszawa)
- 16 IV 1956: Komedia omyłek William Shakespeare, reż. Stanisław Bieliński – jako Adriana (Teatr Ludowy, Warszawa)
- 24 IX 1956: Skowronek Jean Anouilh, reż. Czesław Szpakowicz – w roli głównej, jako Joanna (Sala Kongresowa PKiN, Warszawa)
- 1 VI 1957: Królowa Śniegu Eugeniusz Szwarc – w podwójnej roli: Mała Rozbójnica, Śnieżka.

## Telewizja
Na srebrnym ekranie pojawiła się tylko jeden raz: 24 września 1956 r., jako Joanna (rola główna), w spektaklu Teatru Telewizji, w sztuce Jean Anouilh Skowronek, w reżyserii Czesława Szpakowicza.

## Radio
W trakcie swej 8-letniej współpracy wystąpiła w 20 słuchowiskach Teatru Polskiego Radia:
- 19 V 1949: Ojciec debiutantki Aleksander Bondy, reż. Kazimierz Rudzki – jako Liza[7]
- 24 X 1950: Prawo mimikry Zofia Zawadzka, reż. Zbigniew Kopalko – jako Bożenka
- 25 XI 1950: Ziemia wyzwolona Władysław Rymkiewicz, reż. Zbigniew Kopalko – asystent reżysera
- 3 II 1951: Tkacze Gerhart Hauptmann, reż. Władysław Krasnowiecki – asystent reżysera
- 6 VII 1951: Przygody Dyla Sowizdrzała Charles de Coster, reż. Tadeusz Byrski – asystent reżysera
- 17 V 1952: Słowo o wyprawie Igora, reż. Mieczysław Broniatowski i Janusz Warnecki
- 2 V 1953: Szczęśliwiec Anton Czechow, reż. Michał Melina – przekład tekstu
- 27 IX 1953: Pamiętniki Hanna Januszewska i Jan Chryzostom Pasek, reż. Wanda Tatarkiewicz-Małkowska – jako Dworka
- 3 XI 1953: Radcy pana Radcy Michał Bałucki, reż. Jerzy Leszczyński – jako Helenka
- 21 III 1954: Grube ryby Michał Bałucki, reż. Jerzy Leszczyński – jako Helena
- 13 IV 1954: O Pierwiosnku złotym, Kluczniku Wiosny Hanna Zdzitowiecka, reż. Helena Wiśniewska
- 16 I 1955: Czy to jeszcze daleko? Edward Fiszer, Tadeusz Kubiak, Stanisław Ziembicki; reż. Michał Melina i Wiesław Opałek – jako Basia
- 24 XI 1955
  - Bal Mór Jókai, reż. Zbigniew Kopalko – jako Burmistrzowa
  - Baśń o czarodziejskiej grze i znudzonym szachu Marian Wróbel, reż. Zbigniew Kopalko – jako Żona szacha
- 26 XII 1955: Huzarzy Pierre Aristide Breal, reż. Zbigniew Kopalko – asystent reżysera
- 27 V 1956: Niewidzialna szata Włodzimierz Perzyński, reż. Zbigniew Kopalko – asystent reżysera
- 12 VI 1956: Lizystrata Arystofanes, Zbigniew Kopalko – asystent reżysera
- 11 VIII 1956: Błękitny omnibus E.M. Forster, reż. Zbigniew Kopalko – jako Głos
- 11 XI 1956: Noc na chmurze Vittorio Calvino, reż. Zbigniew Kopalko – asystent reżysera
- 10 VI 1957: Koń Aleksandra Wielkiego Maurice Baring, reż. Zbigniew Kopalko – jako Paź dworski.

## Przebieg pracy
W trakcie swej, dość krótkiej, 13-letniej kariery aktorskiej współpracowała z 8 teatrami, głównie warszawskimi:
- Teatr Rozmaitości (MTD), Warszawa: 1946
- Teatr Powszechny (MTD), Warszawa: 1947–1949
- Teatr Miejski im. Stefana Jaracza, Olsztyn: 1947
- Teatr Comoedia (MTD), Warszawa: 1948
- Teatr Polski, Warszawa: 1949–1950
- Teatr Ludowy, Warszawa: 1950–1957
- Sala Kongresowa PKiN, Warszawa: 1956
- Teatr Komedia, Warszawa: 1957–1958